# Ágúst Már Jónsson
Ágúst Már Jónsson (født 17. august 1960) er en islandsk tidligere fodboldspiller (forsvarer), der spillede 16 kampe for det islandske landshold.
På klubplan spillede Jónsson størstedelen af sin karriere hos KR i Reykjavik, men havde også et to-årigt ophold i Sverige hos BK Häcken.